# Takestan (Verwaltungsbezirk)
Takestan (persisch شهرستان تاکستان) ist ein Schahrestan in der Provinz Qazvin im Iran. Er enthält die Stadt Takestan, welche die Hauptstadt des Verwaltungsbezirks ist. 

## Demografie
Bei der Volkszählung 2016 betrug die Einwohnerzahl des Schahrestan 172.636. Die Alphabetisierung lag bei 85 Prozent der Bevölkerung. Knapp 66 Prozent der Bevölkerung lebten in urbanen Regionen.
| Zensusjahr | Einwohnerzahl |
| ---------- | ------------- |
| 2011       | 172.949       |
| 2016       | 172.636       |